# Baabul
Pour plus de détails, voir Fiche technique et Distribution.
Baabul (en hindî बाबुल) est un film indien de Bollywood réalisé par Ravi Chopra, sorti le 8 décembre 2006 en Inde.

## Synopsis
Balraj Kapoor (Amitabh Bachchan) est un homme d'affaires riche avec des perspectives modernes. Pour lui, la famille et la culture sont les valeurs les plus importantes. Shobhna (Hema Malini), son épouse, est sa moitié. Ils adorent tous deux leur fils unique, Avinash (Salman Khan). Pour Balraj, Avinash est plus un ami que son fils. Avinash revient à la maison après de nombreuses années d'étude à l'étranger.
Avinash rencontre alors la belle Malvika (Rani Mukherjee) qui est peintre. Ils sont amoureux et se marient. Ils ont ensemble un bel enfant appelé Ansh. Rajat (John Abraham) est un jeune musicien et le meilleur ami de Malvika, il a longtemps ressenti quelque chose pour elle, mais il ne le lui a jamais dit. Il est maintenant heureux pour Malvika et Avinash. Il décide de s’installer en Europe, et poursuit sa carrière musicale.
Le destin frappe : un jour, Avinash meurt dans un accident. La vie sans Avinash est insupportable pour Malvika, Balraj et Shobhna. Balraj ne peut pas supporter de voir la vie sans couleur de Malvika. Il décide de trouver Rajat pour lui demander d'épouser Malvika et de l'aider à colorer à nouveau sa vie. Balraj fait face à l'opposition de son frère plus âgé Balwant Kapoor (Om Puri), pour qui la tradition et la convention sont les piliers qui soutiennent son honneur et la réputation de la famille. Il a arrangé un mariage au Pendjab pour Malvika...

## Fiche technique
- Titre : Baabul
- Langues : Hindî, Anglais
- Réalisateur : Ravi Chopra
- Scénario : Shuresh Nair
- Musique : Aadesh Shrivastava
- Paroles : Sameer
- Chorégraphies : Farah Khan, Remo D'Souza, Vaibhavi Merchant & Rajeev Surti
- Direction artistique : Keshto Mandal
- Producteurs : B. R. Chopra
- Durée : 172 min
- Pays :  Inde
- Date de sortie :
  - Inde : 8 décembre 2006

## Distribution
- Salman Khan : Avinash Kapoor (Avi)
- Rani Mukerji : Malvika Talwar/Kapoor (Milli)
- Amitabh Bachchan : Baljar Kapoor
- Hema Malini : Shobna Kapoor
- John Abraham : Rajat Verma
- Om Puri : Balwant Kapoor
- Sharat Saxena : Père de Malvika
- Shmita Jaykar : Mère de Malvika

## Musique
- Baabul comporte 8 scènes chantées : Keh Raha Hai (Shreya Ghoshal et Sonu Nigam) ~ Come On Come On (Amitabh Bachchan, Sonu Nigam, Vishal Dadlani, Aadesh Shrivastava & Ranjit Barot) ~ Har Manzar (Kunal Ganjawala, Bawri Ki Piya (Sonu Nigam) ~ Bebasi Dard Ka Alam (Kunal Ganjawala) ~ Gaa Re Mann (Kavita Krishnamurthy, Alka Yagnik, Kailash Kher & Sudesh Bhosle).

## Récompenses
- Baabul a été nommé dans 1 catégorie aux Filmfare Awards :
  - Meilleur acteur dans un second rôle (John Abraham)